# 第17回ロサンゼルス映画批評家協会賞
第17回ロサンゼルス映画批評家協会賞は、ロサンゼルス映画批評家協会によって1991年の映画に贈られた映画賞である。1991年12月14日に発表された。

## 受賞
- 主演男優賞: 
  - ニック・ノルティ – サウス・キャロライナ/愛と追憶の彼方

- 主演女優賞:
  - マーセデス・ルール – フィッシャー・キング

- 撮影賞:
  - ロジャー・ディーキンス - バートン・フィンク、殺人課

- 監督賞: 
  - バリー・レヴィンソン – バグジー

- ドキュメンタリー賞: 
  - American Dream

- 作品賞:
  - バグジー

- 外国映画賞:
  - 美しき諍い女 ( フランス スイス)

- アニメ映画賞
  - 美女と野獣

- 音楽賞: 
  - ズビグニエフ・プレイスネル - ふたりのベロニカ、僕を愛したふたつの国/ヨーロッパ ヨーロッパ、At Play in the Fields of the Lord

- 脚本賞:
  - バグジー - ジェームズ・トバック

- 助演男優賞: 
  - マイケル・ラーナー - バートン・フィンク

- 助演女優賞: 
  - ジェーン・ホロックス - ライフ・イズ・スイート